# Wolf 1061 c
Вольф 1061c — экзопланета, вращающаяся в пределах обитаемой зоны красного карлика Вольф 1061 в созвездии Змееносца, примерно в 13,8 световых годах от Земли, что делает её пятой ближайшей известной, потенциально обитаемой и подтвержденной экзопланетой к Земле (после Проксимы Центавра b, Росс 128b, Лейтен b и Тау Кита e ), вызвавшей интерес астрономов. Это вторая по порядку планета от своей звезды в тройной планетной системе с периодом обращения 17,9 дня. Вольф 1061c классифицируется как суперземля, поскольку её расчётный радиус превышает 1,5 R⊕.

## Характеристики

### Масса, радиус и температура
Вольф 1061c считается каменистой планетой типа суперземля, поскольку её масса примерно в 4,3 раза больше, чем у Земли, а радиус превышает 1,5, что даёт ей плотность, близкую или, возможно, выше, чем плотность у Земли. По оценкам ученых, гравитация на поверхности в 1,6 раза больше, чем на Земле.
С астрономической точки зрения система Вольф 1061 находится относительно близко к Земле, всего в 13,8 световых годах от нас.
Об открытии было объявлено 17 декабря 2015 года после исследования, в котором использовались 10-летние архивные спектры звезды Вольф 1061 с использованием спектрографа HARPS, прикрепленного к 3,6-метровому телескопу ESO в Европейской южной обсерватории в Ла Силья, Чили.
Планета имеет температуру в 223 К, немного выше, чем у Марса.

### Родительская звезда
Планета вращается вокруг звезды ( M-типа )  Вольф 1061, вокруг которой вращаются в общей сложности три планеты. Звезда имеет массу 0,25 M⊙  и радиус 0,26 R⊙. Её температура составляет 3380 К. Возраст неизвестен, но по оценкам он составляет несколько миллиардов лет. Для сравнения, Солнцу — 4,6 миллиарда лет , а температура его поверхности составляет 5778 К 
Видимая звёздная величина, или насколько яркой звезда выглядит с Земли, составляет 10,1 m. Поэтому она слишком тусклая, чтобы увидеть её невооружённым глазом.

### Орбита
Вольф 1061c вращается вокруг своей родительской звезды менее чем с 1% светимости Солнца каждые 17,9 дня на расстоянии 0,08 а.е. (по сравнению с Меркурием, который вращается на расстоянии 0,38 а.е.).

## Обитаемость
Орбитальное расстояние планеты 0,084 а.е. Родительская звезда — красный карлик с массой примерно в четверть массы Солнца. В результате такие звёзды, как Вольф 1061, могут существовать до 400–500 миллиардов лет, что в 40–50 раз дольше, чем у Солнца.
Поскольку планета находится так близко к звезде, она, вероятно, будет находиться в приливном захвате. Хотя это и может привести к экстремальным перепадам температур на планете, однако линия терминатора, разделяющая освещённую и тёмную стороны, потенциально может быть пригодной для жизни, поскольку температура там может быть подходящей для существования жидкой воды. Кроме того, гораздо большая часть планеты также может быть пригодной для жизни, если она имеет достаточно плотную атмосферу, чтобы облегчить передачу тепла от стороны, обращенной к звезде.

## Смотрите также
- Список экзопланет
- Список потенциально обитаемых экзопланет

## Рекомендации
1. 1 2  Wolf 1061 c. Дата обращения: 24 июля 2016. Архивировано 19 февраля 2023 года.
2. 1 2  Wright D. J., Wittenmyer R. A., Tinney C. G., Bentley J. S., Zhao J. Three planets orbiting Wolf 1061 (англ.) // The astrophysical journal. Letters — United Kingdom: IOP Publishing, 2016. — Vol. 817, Iss. 2. — P. 20. — ISSN 2041-8205; 2041-8213 — doi:10.3847/2041-8205/817/2/L20 — arXiv:1512.05154
3. ↑  SIMBAD Astronomical Database
4. ↑  The Habitable Exoplanets Catalog - Planetary Habitability Laboratory @ UPR Arecibo. Дата обращения: 27 марта 2023. Архивировано 11 февраля 2018 года.
5. ↑  Extrasolar Planets Encyclopaedia (англ.) — 1995.
6. 1 2 3  Astronomers discover closest potentially habitable planet: Wolf 1061c. ScienceAlert.com (17 декабря 2015). Дата обращения: 17 декабря 2015. Архивировано 28 января 2019 года.
7. 1 2 3  Marcus Strom. Wolf 1061c: closest planet found orbiting in a star's habitable zone 14 light years from Earth. Smh.com.au (17 декабря 2015). Дата обращения: 27 марта 2023. Архивировано 2 декабря 2017 года.
8. ↑  HEC: Exoplanets Calculator - Planetary Habitability Laboratory @ UPR Arecibo. phl.upr.edu. Дата обращения: 27 января 2016. Архивировано из оригинала 24 августа 2017 года.
9. 1 2 3  Three planets orbiting Wolf 1061. Newt.phys.unsw.edu.au. Дата обращения: 17 декабря 2015. Архивировано 14 марта 2016 года.
10. ↑  Fraser Cain. How Old is the Sun? Universe Today (16 сентября 2008). Дата обращения: 19 февраля 2011. Архивировано 18 августа 2010 года.
11. ↑  Fraser Cain. Temperature of the Sun. Universe Today (15 сентября 2008). Дата обращения: 19 февраля 2011. Архивировано 29 августа 2010 года.
12. ↑  Adams, F. C. (2005). M dwarfs: planet formation and long term evolution. Astronomische Nachrichten. 326 (10): 913–919. Bibcode:2005AN....326..913A. doi:10.1002/asna.200510440.

## Внешние ссылки
- Симуляция системы Wolf 1061. Видео создано Университетом Нового Южного Уэльса.